# الکو، مینه‌سوتا
الکو (به انگلیسی: Elko) یک منطقهٔ مسکونی در ایالات متحده آمریکا است که در شهرستان اسکات، مینه‌سوتا واقع شده‌است. الکو ۳٫۵ کیلومتر مربع مساحت و ۴۷۲ نفر جمعیت دارد و ۳۴۸ متر بالاتر از سطح دریا واقع شده‌است.